# Александър Озеров
Александър Александрович Озеров (на руски: Александр Александрович Озеров) е щабс-капитан от 123-ти пехотен Козловски полк, участник в Руско-турската война (1877 – 1878).

## Биография
Александър Озеров е роден на 19 септември 1850 г. в град Истанбул при престоя на баща му на дипломатическа мисия в  Османската империя. Баща му Александър Петрович Озеров е известен руски дипломат с чин на статски съветник и действителен статски съветник. Майка му Олга Егоровна Пашкова е дъщеря на генерал-майор. Отрано се ориентира към военното поприще. Възпитава се в Пажския корпус – престижно придворно и военно-учебно заведение. При завършването му постъпва като юнкер в лейб-гвардейски Преображенски полк. През 1871 г. е произведен в чин прапоршчик. През 1874 г. е преведен в 127-ми пехотен Путивълски полк. При избухването на Руско-турската война (1877 – 1878) е щабс-капитан в 123-ти пехотен Козловски полк. След навлизането при Свищов, полкът му е включен в състава на Западния отряд на генерал Криденер. Участвува на 3/15 юли в битката при Никопол като командир на 5-та рота от 2-ри батальон. При настъплението на пехотната верига, щабс-капитан Озеров е смъртоносно ранен от осколка на граната.

## Памет
- Александър Озеров е погребан в края на село Любеново. Над гробът му е издигнат малък паметник с надпис "Здѣсь погребено тѣло убитаго въ 1877 году штабсъ-капитана 123-го пѣхотнаго Козловскаго Озеров. Больше любви сеи никто не имать да душу свою пологаетъ за други своя."

## Семейство
- баща – Александър Петрович Озеров,
- майка – Олга Егоровна Пашкова,
- братя и сестри – Борис Александрович Озеров, Давид Александрович Озеров и Сергей Александрович Озеров,
- сестри – Олга Александровна Шаховская, Елена Александровна Нилус и Мария Александровна Гончарова.[5]

## Галерия
- Паметникът на Александър Озеров
- Гробът на Александър Озеров
- Надписът на паметника
- Руските паметници в село Любеново
- Паметниците в гръб